# Бопп, Томас
Томас Джоэл Бопп (англ. Thomas Joel Bopp; 15 октября 1949, Денвер — 5 января 2018, Финикс) — американский астроном-любитель. В 1995 году он открыл комету Хейла — Боппа. Алан Хейл обнаружил её независимо почти в одно время, и поэтому она была названа в их честь. На момент открытия кометы он был менеджером на заводе строительных материалов и астрономом-любителем. Ночью 22 июля Бопп наблюдал за небом с друзьями в пустыне Аризоны, когда совершил открытие. Это была первая комета, которую он наблюдал, и он использовал взаймы самодельный телескоп.

## Ранняя жизнь и образование
Томас Бопп родился 15 октября 1949 года в Денвере, штат Колорадо. В следующем году его семья переехала в Янгстаун, штат Огайо. Именно там, когда ему было три года, его отец Фрэнк Бопп во время наблюдения за метеорным потоком на ступенях крыльца семейного дома познакомил его с астрономией. Фрэнк начал рассказывать ему о планетах, созвездиях и северном сиянии. В десять лет Томас получил свой первый телескоп — четырёхдюймовый рефлектор.
Бопп учился в средней школе Чейни и окончил её в 1967 году. Он служил в ВВС США на Филиппинах, где несколько раз наблюдал зелёную вспышку — оптическое явление, которое наблюдается над Солнцем незадолго до его захода. После 18 месяцев службы он был переведен на базу ВВС США Девис-Монтен в Тусоне, штат Аризона, где встретил свою будущую жену Шарлотту. Он покинул ВВС в 1972 году. Вскоре пара поженилась, у них родилась дочь Эйприл. Затем Бопп изучал бизнес-администрирование в университете Янгстауна. Во время учёбы он посещал занятия по физике и астрономии как часть факультативных элементов своего образования. Именно здесь он встретил астрофизика Йельского университета доктора Эдвина Бишопа и почётного профессора астрономии университета Янгстауна доктора Уоррена Янга, которые побудили его присоединиться к Астрономическому обществу долины Махонинг (MVAS) в Уоррене, штат Огайо. Он регулярно посещал встречи, подружился с астронавтом Рональдом Паризи и любил наблюдать объекты глубокого космоса с помощью клубного 16-дюймового телескопа с ньютоновским рефлектором.

## Открытие кометы Хейла — Боппа

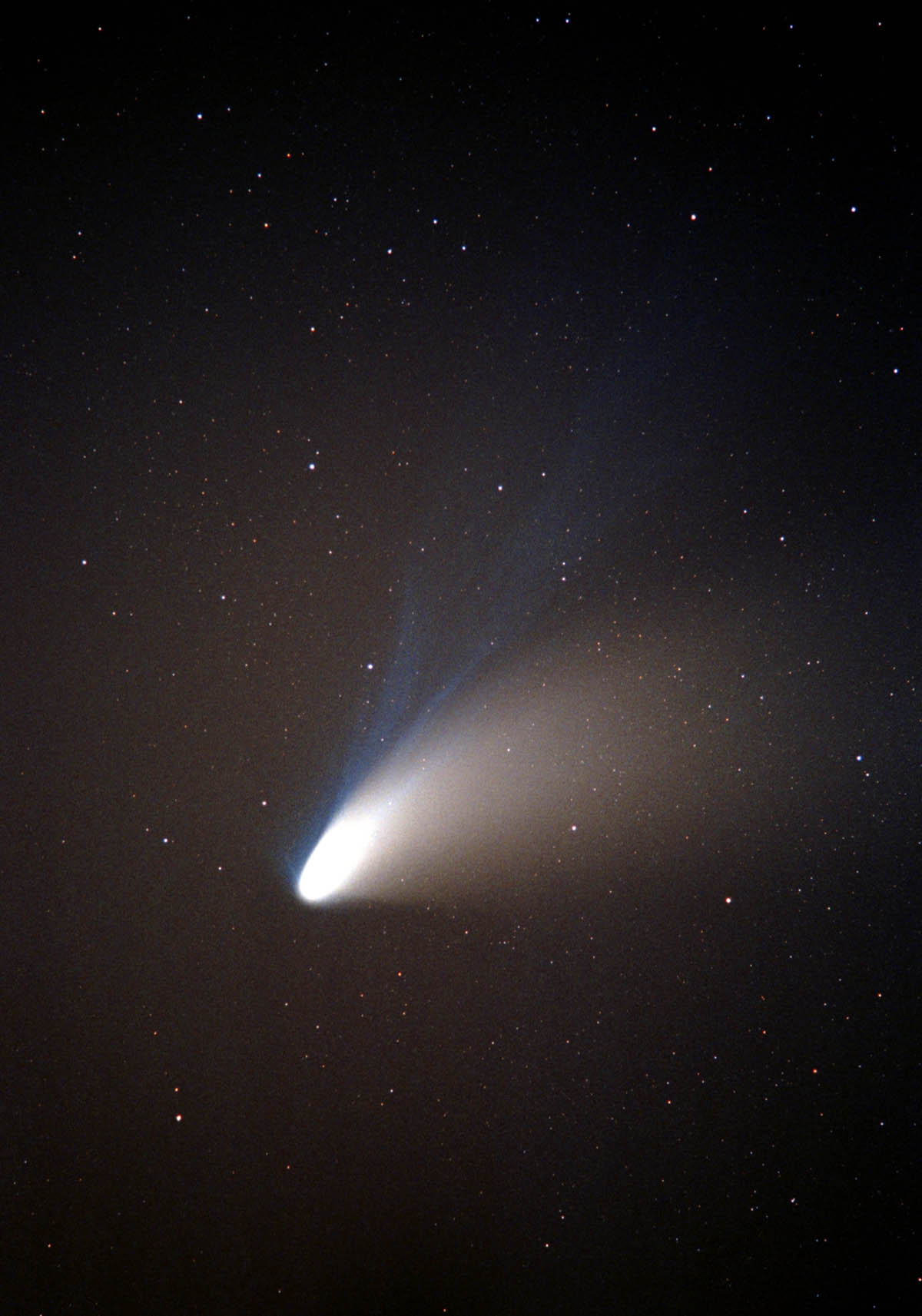
Комета Хейла — Боппа

В 1980 году Бопп переехал в Финикс, штат Аризона, работать менеджером в отделе запчастей строительной компании и продолжал посещать местные астрономические клубы. Он присоединился к Альтернативному астрономическому обществу Северного Финикса, неофициальной группе энтузиастов, основанной Кевином Гиллом, которые собирались для наблюдений в пустыне Аризоны. Несмотря на многочисленные попытки, до 1995 года Бопп ни разу не наблюдал комету. В то время Бопп использовал телескоп, принадлежащий близкому другу Джиму Стивенсу, 17,5-дюймовый телескоп-рефлектор. Ночью 22 июля 1995 года восемь членов клуба встретились возле ранчо Векол, в девяноста милях к югу от Финикса и, как обычно, Стивенс и Бопп делили время, глядя в телескоп Стивенса. Стивенс установил свой новейший самодельный телескоп и решил наблюдать шаровые скопления. Стивенс навёл телескоп на шаровое скопление M70 в созвездии Стрельца и подозвал Боппа посмотреть. Примерно в 11 вечера Бопп посмотрел в телескоп и спросил: «Что это за другой объект?» Стивенс ответил: «У тебя там что-то есть, Том». Позже Бопп описал то, что он видел, как «небольшое нечёткое свечение», которое он первоначально считал галактикой. В ту же ночь профессиональный астроном и опытный наблюдатель комет Алан Хейл заметил то же самое, убивая время в ожидании появления кометы д’Арре в своём доме в Клаудкрофте, штат Нью-Мексико. Бопп же никогда раньше не видел комет. Бопп и его друзья проверили звёздную карту и в течение часа наблюдали за объектом, чтобы определить, движется ли он. Бопп и другой член группы, Берти Санден, нарисовали его положение относительно других близких тусклых звёзд и, обнаружив движение, Бопп попытался связаться с Центральным бюро астрономических телеграмм Международного астрономического союза (IAU) в Кембридже, штат Массачусетс, организацией, которая регистрирует все астрономические наблюдения и называет их, чтобы официально зарегистрировать своё открытие. Обнаружив, что его сотовый телефон не работает в пустыне, он поехал домой, остановившись у таксофона, прежде чем понял, что у него нет номера телефона. Попав домой Бопп наконец сообщил о своём открытии телеграммой в IAU. Бопп буквально понял название института и отправил телеграмму через Western Union. Хейл уже отправил три электронных письма с координатами кометы. Позже Бопп признал случайность открытия:
Никогда всерьёз не думал, что найду что-нибудь подобное. Шансы на то, что я обнаружу яркую комету, которая появляется примерно раз в 20 лет, были астрономически малы.
На следующее утро в 8:25 офис Брайана Марсдена, директора Центрального бюро астрономических телеграмм, перезвонил ему, чтобы подтвердить, что это действительно была комета. Комета получила официальное название Comet 1995 O1, а через три дня полное название C/1995 O1 (Хэйла-Боппа), обозначающее первую комету, обнаруженную во второй половине июля 1995 года. Имя Хейла предшествует имени Боппа, потому что его отчёт был первым. Неизвестно, кто первым обнаружил её, поскольку они оба заметили её примерно в одно время. На следующий день Хейл позвонил Боппу и представился словами: «Я думаю, у нас есть нечто общее». Когда они встретились на конференции два месяца спустя, Бопп сказал прессе, что он рад, что Хейл «оказался хорошим парнем».

## После открытия

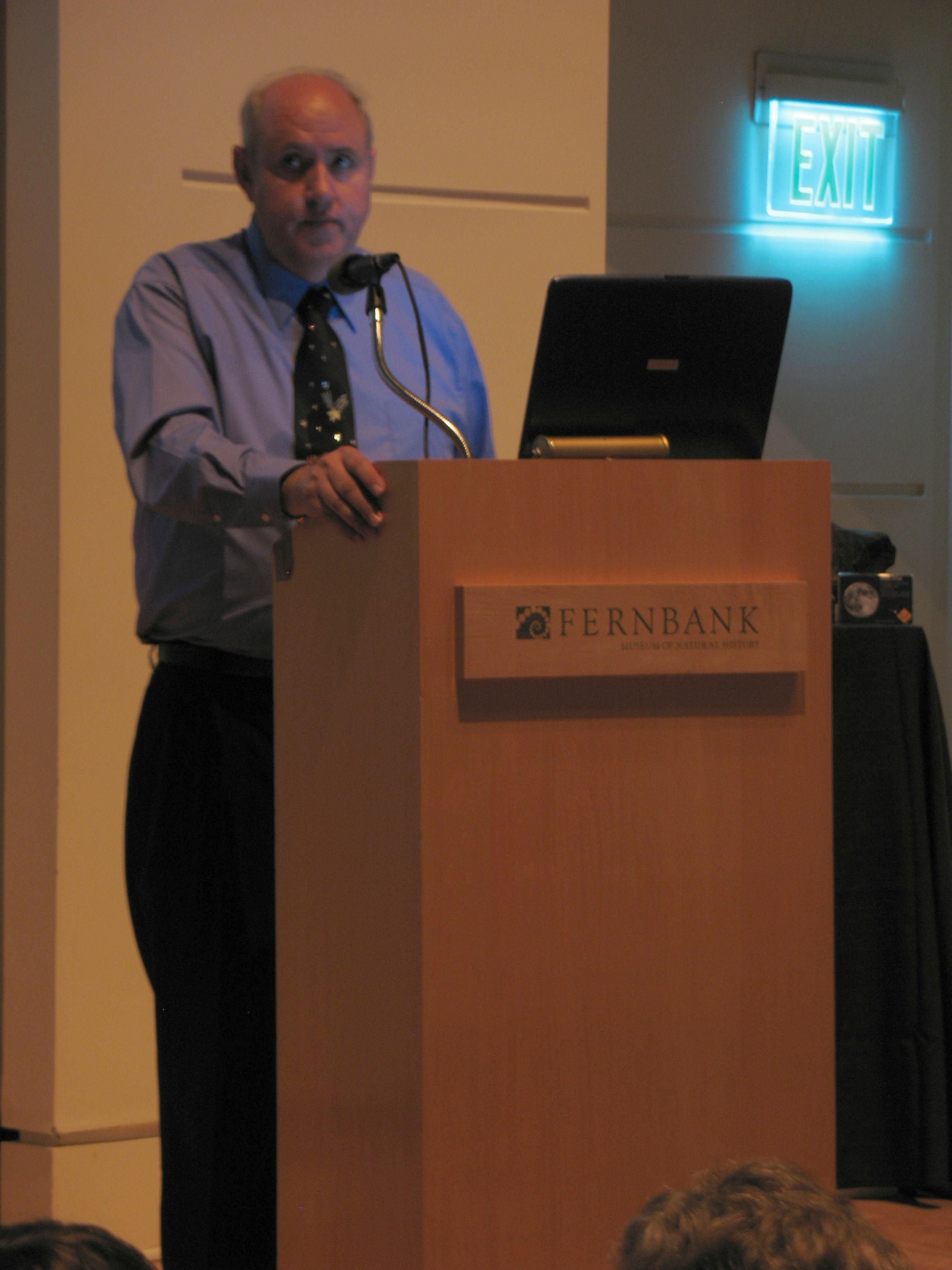
Томас Бопп в аудитории Музея естественной истории Фернбанк, 2010 год.

После открытия Бопп был востребован на телевидении и радио, его приглашали выступать на конференциях. Одно из таких выступлений было в детском научном телешоу «Bill Nye The Science Guy». 21 марта 1997 года Хейл и Бопп были названы Человеком недели ABC в вечернем эфире пятницы. Бопп сказал: «Я подумал, что это будет комета, о которой упомянут где-нибудь в конце какого-нибудь малоизвестного учебника, но, безусловно, оказалось, что это не так». Когда комета Хейла — Боппа стала более заметной, Бопп оставил свою работу и стал штатным лектором и преподавателем. Ему нравилось проводить презентации в школах, научных центрах и музеях, увлекая детей астрономией и он встретился со своим соавтором Хейлом в Квинсленде, когда брал группу школьников, чтобы наблюдать солнечное затмение 13 ноября 2012 года в Австралии. В 1997 году Боппа пригласили на ракетный полигон Уайт-Сэндс в качестве наблюдателя, когда ракета Black Brant запустила ультрафиолетовый спектрограф для наблюдения за кометой и поиска аргона и неона. В дополнение к третьему натриевому хвосту были обнаружены ранее ненаблюдаемые изотопы. В 1998 году Бопп был удостоен звания почётного доктора наук университета Янгстауна. Бопп и его отец также стали двумя первыми членами Планетария друзей Уорда Бичера в университете.
В 1997 году, когда комета Хейла — Боппа достигла пика своей яркости, брат и невестка Боппа погибли в автокатастрофе после фотографирования кометы. «Это была лучшая неделя в моей жизни. И самая худшая», сказал Бопп репортёру «National Geographic».
В честь Боппа и его отца Фрэнка назван астероид (7086) Бопп, открытый 5 октября 1991 года Кэролин и Юджином Шумейкерами. В 1997 году Шумейкеры, известные своим совместным открытием кометы Шумейкеров — Леви 9, попали в автомобильную аварию. Юджин погиб в катастрофе, его прах был отправлен на Луну вместе с изображением кометы Хейла — Боппа, «последней кометы, которую Шумейкеры наблюдали вместе».

В 1997 году, когда Бопп указал на то, что комета скоро исчезнет из поля зрения и не будет видна ещё 2380 лет, он сказал, что всегда будет продолжать смотреть на звёзды:
Я никогда не перестану смотреть в небо. Там так много прекрасного. И я люблю делиться этим с людьми.
Он продолжал работать волонтёром в обсерваториях возле Финикса, штат Аризона, до конца своей жизни, рассказывая о комете Хейла — Боппа.
Бопп умер от печёночной недостаточности 5 января 2018 года в возрасте 68 лет.